# Ogenne-Camptort
Ogenne-Camptort ist eine französische Gemeinde mit 242 Einwohnern (Stand 1. Januar 2022) im Département Pyrénées-Atlantiques in der Region Nouvelle-Aquitaine (vor 2016: Aquitanien). Die Gemeinde gehört zum Arrondissement Oloron-Sainte-Marie und zum Kanton Le Cœur de Béarn (bis 2015: Kanton Navarrenx).
Der Name in der gascognischen Sprache lautet Augena-Camptòrt. Der Name Ogenne stammt aus dem baskischen oihana (deutsch Wald), der Name Camptort ist eine Zusammensetzung des gascognischen camp (deutsch Feld) und dem Wort tort (deutsch krumm, schief) aus dem Béarner Dialekt.

## Geographie
Ogenne-Camptort liegt circa 20 Kilometer nordwestlich von Oloron-Sainte-Marie in der historischen Provinz Béarn.
Umgeben wird der Ort von den Nachbargemeinden:
| Navarrenx | Vielleségure                                |               |
| Jasses    | Kompassrose, die auf Nachbargemeinden zeigt | Lucq-de-Béarn |
| Dognen    | Lay-Lamidou                                 |               |

Ogenne-Camptort liegt im Einzugsgebiet des Flusses Adour. Der Laus und der Ruisseau l’Arroder, Nebenflüsse des Gave d’Oloron, durchqueren das Gebiet der Gemeinde. Der Laâ entspringt unter dem Namen Larus in Ogenne-Camptort.

## Geschichte
Am 12. Mai 1841 vereinigten sich die Gemeinden Ogenne und Camptort zur neuen Gemeinde Ogenne-Camptort.
Seit dem Mittelalter unterstand Camptort einem Grundherrn und besaß ein Laienkloster. Bei der Volkszählung des Béarn im Jahre 1385 wurden in Camptort acht Haushalte gezählt, und das Dorf gehörte wie auch Ogenne zur Bailliage von Navarrenx. Im 17. Jahrhundert war die Grundherrschaft im Besitz von Isaac de Portau, Anwalt im Parlament von Navarra und Vater des Musketiers Porthos. Das Lehen von Camptort war bedeutend, denn der Zutritt zu der Ständeversammlung des Béarn war damit verbunden. Als Isaac de Portau die Grundherrschaft aufgab, löste er einen Trubel von Käufen und Verkäufen aus.
Ogenne wird in den Schriften im 11. Jahrhundert erstmals erwähnt, 1235 wird auf ein befestigtes Lager hingewiesen. Ogenne war bereits im Mittelalter größer als Camptort, denn bei der Volkszählung im Jahre 1385 wurden in Ogenne 29 Haushalte gezählt. 1782 erstand der Naturforscher Pierre Bernard Palassou die Grundherrschaft. Seine Grabstele befindet sich vor der Pfarrkirche von Ogenne.
Toponyme und Erwähnungen von Ogenne waren:
- Ogene (11. Jahrhundert, laut Pierre de Marcas Buch Histoire de Béarn, S. 271),
- Oiena (13. Jahrhundert, Urkunden aus Préchacq),
- Sent-Jacme d’Ojenne (gegen 1350, Notare aus Lucq-de-Béarn),
- Oyene (1385, Volkszählung des Béarn),
- Ogena (1548, Manuskriptsammlung des 16. bis 18. Jahrhunderts) und
- Ogenne (1750, 1793 und 1801, Karte von Cassini, Notice Communale bzw. Bulletin des Lois).[4][5][6]

Toponyme und Erwähnungen von Camptort waren:
- Campus tortus (1235, Manuskriptsammlung des 16. bis 18. Jahrhunderts),
- Cam-tort (1385, Volkszählung des Béarn),
- Quamptort (gegen 1540, Manuskriptsammlung des 16. bis 18. Jahrhunderts),
- Sanctus Stephanus de Camptort (1674, Register des Bistums Oloron),
- Cantort (1750, Karte von Cassini),
- Cantor (1755, Grundregister von Maslacq),
- Camptor (1793, Notice Communale) und
- Camptort (1801, Bulletin des Lois).[4][5][7]

### Einwohnerentwicklung
Nach einem Höchststand der Einwohnerzahl von rund 560 in der Mitte des 19. Jahrhunderts reduzierte sich die Zahl bei kurzen Erholungsphasen bis zu den 1970er Jahren auf rund 210 Einwohner, bevor eine moderate Wachstumsphase einsetzte.
| Jahr      | 1962 | 1968 | 1975 | 1982 | 1990 | 1999 | 2006 | 2009 | 2022 |
| --------- | ---- | ---- | ---- | ---- | ---- | ---- | ---- | ---- | ---- |
| Einwohner | 256  | 228  | 211  | 235  | 220  | 214  | 234  | 243  | 242  |

## Sehenswürdigkeiten

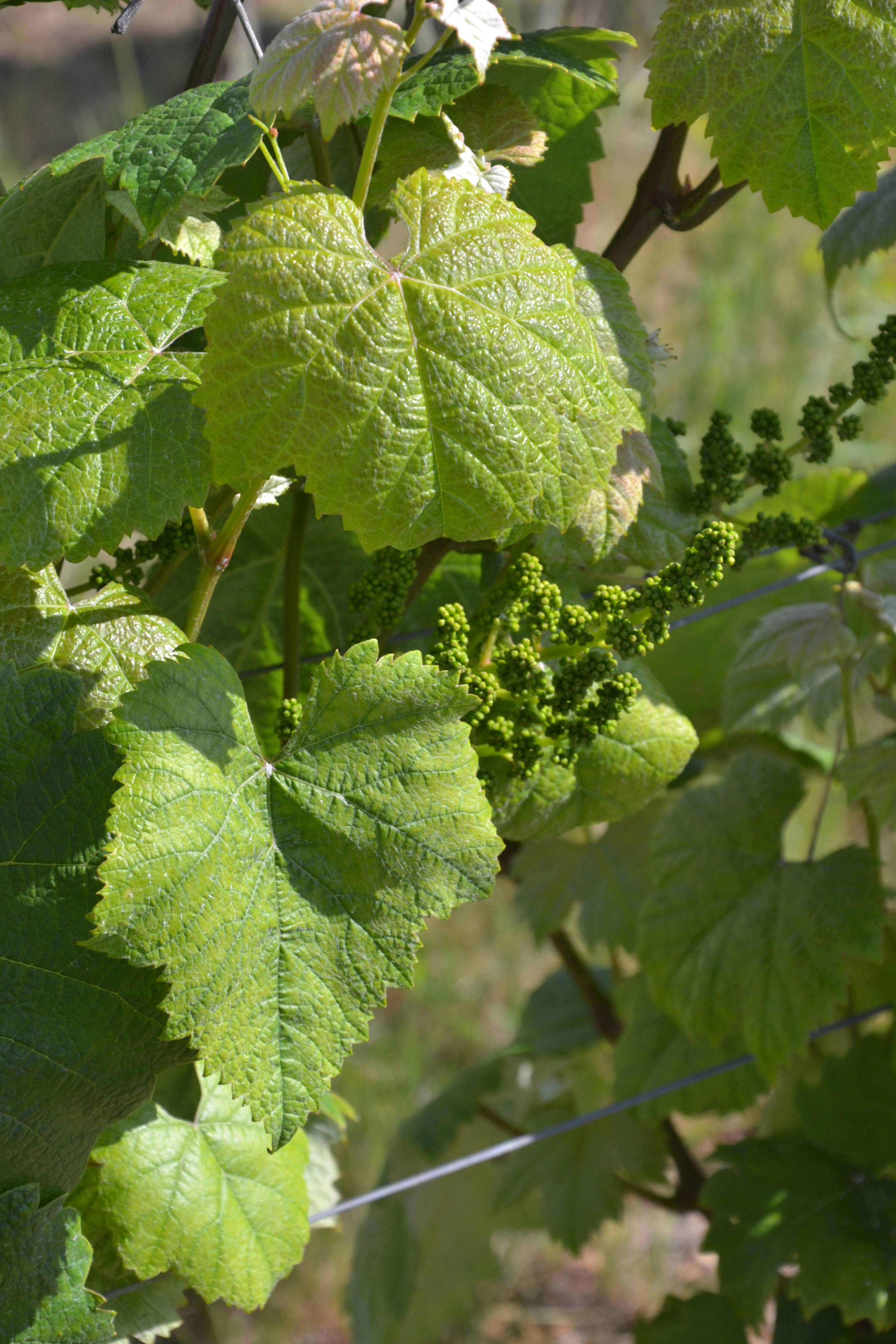
Weinrebe der AOC Béarn

- Pfarrkirche Saint-Jacques in Ogenne. Sie datiert aus dem 18. Jahrhundert und erfuhr zahlreiche Umbauarbeiten im Laufe der Jahrhunderte. Zwischen 1849 und 1851 wurde das einschiffige Langhaus um 4 m verlängert und der in einem schlechten Zustand befindliche Glockengiebel durch einen Glockenturm ersetzt. Bereits 1864 musste der Glockenturm restauriert oder neu gebaut werden unter der Leitung des Architekten Jean-Baptiste Gascogne aus Navarrenx. Gleichzeitig wurde die erste der beiden Seitenkapellen errichtet. Gegen Ende des 19. Jahrhunderts wurde die zweite Kapelle gebaut. Die nördliche wird im Übrigen von einer separaten Friedhofskapelle flankiert. 1978 fanden Restaurierungsarbeiten statt.[10][11] Der Hauptaltar befindet sich im Chor hinter einem Altartisch aus unbehandeltem Holz. Er ist Teil der ersten Ausstattung nach dem Bau der Kirche. Die Feinheit der mit Feingold gearbeiteten Skulpturen steht im Kontrast zu der Einfachheit der restlichen Gestaltung des Chors. Der Tabernakel besteht aus zwei Ebenen und ist mit Flügeln eingerahmt. Vollplastische Statuetten wechseln sich mit Schlangensäulen ab. Die darüberliegende Ebene wird durch ein kleines Bauwerk mit einer Kuppel an seiner Spitze ausgefüllt. In der Mitte wird der gekreuzigte Christus dargestellt.[12] Ein weiterer Altar aus dem 18. Jahrhundert ganz im barocken Stil befindet sich in einer der Seitenkapellen. Er ist Maria, der Mutter Jesu Christi gewidmet. Ihre Initialen „M“ und „A“ finden sich verschlungen auf der Vorderseite des Altars auf grünem, Marmor imitierenden Hintergrund. Auf dem Tabernakel sind neben dem Symbol des Sakraments auf der Tür zahlreiche Köpfe von Cherubinen und Ornamente eingearbeitet. Das barocke Dekor wird durch zwei Schlangensäulen komplettiert, die mit Weinranken umwickelt sind.[13] In einer Nische der Kirche befindet sich eine Madonnenstatue mit Jesuskind. Die aus vergoldetem Holz detailreich gearbeitete Skulptur ist vor einem blauen, mit Sternen versehenen Hintergrund platziert. Maria hält das Jesuskind hier aufrecht auf einer Erdkugel.[14]

- Pfarrkirche in Camptort, geweiht dem heiligen Stephanus und errichtet im 18. Jahrhundert. Das Gebäude besitzt ein einschiffiges Langhaus mit einer Seitenkapelle und einen Glockenturm über dem Eingangsvorbau. Sein Dach mit hoher Neigung ist mit Schiefer gedeckt. Schöne Ausstattungsgegenstände werden im Innenraum bewahrt, ein Bild des heiligen Stephan, ein Altarretabel aus vergoldetem Holz in der Seitenkapelle sowie eine Madonna, ebenfalls aus vergoldetem Holz.[15]

- Anwesen. Oberhalb des Zentrums der Gemeinde, auf einer Anhöhe gelegen, befindet sich ein Anwesen aus dem 18. Jahrhundert. Seine einfache Fassade und sein runder Turm vermitteln das Aussehen eines Herrensitzes. Die mit Kalk verputzten Wände verschaffen ihm ein strahlendes Weiß und bringen die Umrandungen der Fenster aus Werkstein zur Geltung. Dachgauben verleihen dem Gebäude ein typisches Béarner Erscheinungsbild.[16]

## Wirtschaft und Infrastruktur
Die Landwirtschaft ist traditionell der wichtigste Wirtschaftsfaktor der Gemeinde. Ogenne-Camptort liegt in den Zonen AOC des Weinbaugebiets Béarn sowie des Ossau-Iraty, eines traditionell hergestellten Schnittkäses aus Schafmilch.

### Sport und Freizeit
- Ein Rundweg führt durch die Graves du Larus, einem Feuchtgebiet im Quellbereich des Larus, auf einer Fläche von 10,75 ha eine der geschützten Naturstätten der Region.[19]

- Ein Rundweg von 11,3 km Länge (verkürzte Variante: 4 km) mit einem Höhenunterschied von 193 m führt durch das Gemeindegebiet.[20]

### Verkehr
Ogenne-Camptort wird durchquert von den Routes départementales 111 und 419.

## Persönlichkeiten
- Pierre Bernard Palassou (1745–1830), französischer Mineraloge und Geologe